# Пересекин, Пётр Филиппович
 Пётр Филиппович Пересекин  (1671—23 августа 1750) — Полковник,вице-губернатор, губернатор Воронежской губернии.

## Биография
Родился в 1671 году. На службу поступил солдатом в 1703 году. В 1705 году из унтер-офицеров произведен в прапорщики, в 1707 году получил чин поручика, а в 1708 году произведен в капитаны. В 1724 году на время коронации Екатерины I, взят в кавалергарды.
В этом же году Пересекин был переведен в Санкт-Петербургский гарнизон, в 1727 году в Нарвский гарнизон премьер-майором, а в 1732 году в Ландмилицкий  Ново-оскольский полк, с производством в полковники. Пересекин был на баталиях против изменников-бунтовщиков Булавинцов и из той баталии послан был к Его Императорскому Величеству от губернатора Толстого в Горки с ведомостью.
Принимал участие в делах разграничения земли от Днепра и Дона с турецкими комиссарами, участвовал также в Польском и Крымском походах. В 1736 году Пересекин по болезни просил увольнения от военной службы, но врачебная комиссия постановила, что Пересекин может продолжать военную службу.
Однако 21 мая 1736 года Пересекин был отстранен от военной службы и определен к статским делам , при чем ему был дан отпуск на два года. Но в отпуске Пересекин пробыл всего год и 3 мая 1737 года был назначен на должность вице-губернатора Воронежской губернии. В Воронеже он прослужил до 1744 года исполняя в последнее время должность губернатора.
В этом же году Пересекин подал прошение об отставке по болезни, с награждением чином бригадира, он получил увольнение от должности с приказанием явиться в герольдию. Скончался 23 августа 1750 года.